# Retterswil

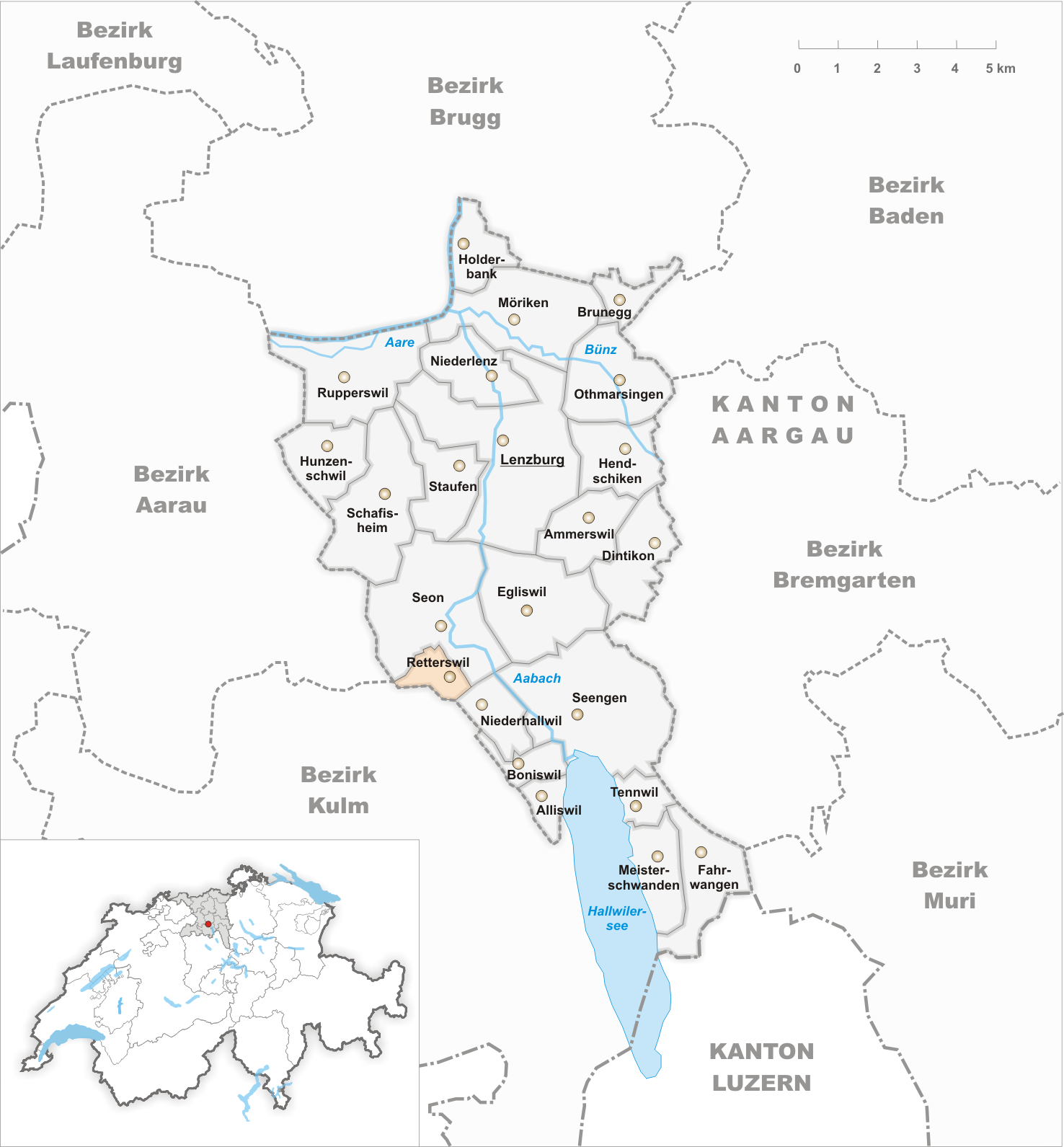
Gemeindestand vor der Fusion am 1. Januar 1899

Retterswil ist ein Weiler, der zur Gemeinde Seon im Kanton Aargau in der Schweiz gehört. Er liegt im Seetal auf einer Höhe von 510 Metern am östlichen Abhang des Hügels Bampf, rund einen Kilometer südlich des Dorfzentrums von Seon.
Der Ort wurde 1045 als Ruothereswilare erstmals urkundlich erwähnt. Der Grundbesitz war zweigeteilt: Der kleinere Teil gehörte zunächst den Herren von Reinach, später den Hallwylern. Der grössere Teil war zuerst im Besitz der Herren von Heidegg, danach des Klosters Königsfelden.
Noch im 15. Jahrhundert war Retterswil gerichtlich gesehen ein Teil der Herrschaft Trostburg der Herren von Hallwyl, erhielt dann jedoch den Status eines autonomen Steckhofs. Als die Stadt Bern im Jahr 1751 fast alle Steckhöfe in ihren Untertanengebieten auflöste, wurde Retterswil der Gemeinde Seon zugewiesen.
1805, zwei Jahre nach der Gründung des Kantons Aargau, trennte sich Retterswil von Seon und war eine selbständige Gemeinde. Die politische Eigenständigkeit währte nicht einmal hundert Jahre, denn 1899 wurde Retterswil auf Anordnung des Kantonsparlaments wieder mit Seon fusioniert. Man betrachtete das Dorf als zu klein, um die gesetzlich vorgeschriebenen Aufgaben aus eigener Kraft finanzieren zu können. Bis heute blieb Retterswil landwirtschaftlich geprägt.